# Bomarea andreana
Bomarea andreana är en alströmeriaväxtart som beskrevs av John Gilbert Baker. Bomarea andreana ingår i släktet Bomarea och familjen alströmeriaväxter. Inga underarter finns listade i Catalogue of Life.